# 七人の刑事
『七人の刑事』（しちにんのけいじ）は、TBSで放送されたテレビドラマ。

## 解説
警視庁捜査一課の刑事7人の活躍を描く刑事ドラマである。
最初のシリーズは1961年10月4日から1969年4月28日まで放送。当初時間帯は水曜夜8時台だったが、プロ野球のシーズン中はこの時間帯はナイター中継の枠となっていた為、1962年4月以降は定期放送ができなくなり、1962年10月11日からは木曜夜8時台に移動。また水曜時代は日本ビクターの一社提供だったが、枠移動後は複数社提供に変更された。
1963年には映画版が監督大槻義一、脚本長谷川公之、撮影小原治夫で松竹配給にて公開。
1964年5月28日で一時休止し、同年8月24日から時間帯を月曜夜10時台に変更して再開した。この期間中に映画版が3本公開、終了後も1973年、1975年に特別編を4本放送。
スタートする前年の1960年から同じKRテレビ（現・TBS）で約1年間放送されていたドラマ『刑事物語』が本作の基となったとされている。
芦田伸介扮する沢田のよれよれのコートにハンチング帽と言うスタイルは、警視庁に在籍していた刑事、平塚八兵衛がモデルになったとも言われている。
1967年、第4回ギャラクシー賞を受賞。
1969年4月28日で最初のシリーズを終了したのは、VTRが普及した為にNGを編集でカットする事が容易になり、その為に収録時間が長くなり、更にスタジオでは撮影が徹夜に及ぶ事も珍しくなくなり、労働の加重化に音を上げた労働組合のストライキが頻発、これで局側も算盤勘定に合わなくなったと判断した為と言う事が主な理由とされている。
1978年4月14日から1979年10月19日まで、新シリーズ（毎週金曜日20:00 - 20:54）を放送。
1998年に『七人の刑事 最後の捜査線』（月曜ドラマスペシャル）を放送。

## 出演者

### 七人の刑事（1961年放送開始分）
- 赤木係長：堀雄二
- 沢田部長刑事：芦田伸介
- 小西刑事：美川洋一郎（後に美川陽一郎と改名）
- 南刑事：佐藤英夫
- 中島刑事：城所英夫
- 杉山刑事：菅原謙二
- 久保田刑事：天田俊明
- 城西署・鷹山刑事：高松英郎（準レギュラー）

### 七人の刑事・特別編
| 放送日         | タイトル                  | 脚本             | ゲスト出演                                                     |
| -------------- | ------------------------- | ---------------- | -------------------------------------------------------------- |
| 1973年 6月24日 | 七人の刑事 レモンの埋葬   | ジェームス三木   | 堀内正美、音無美紀子、関弘子、織本順吉、小松方正、蟹江敬三     |
| 1975年 5月4日  | 新・七人の刑事 永遠の少年 | 早坂暁、山田和也 | 梶芽衣子、吉田次昭、織本順吉、望月真理子、川口敦子、鈴木瑞穂   |
| 1975年 5月18日 | 新・七人の刑事 月光仮面   | 〃               | 池上季実子、郷鍈治、今福正雄、常田富士男、磯村千花子、東屋源喜 |
| 1975年 6月1日  | 新・七人の刑事 さらば友よ | 〃               | 河原崎次郎、望月真理子、町田博子、水沢有美、横光勝彦           |

以上の放送時間は、1973年6月24日は日曜日20:00 - 21:25（『日曜ゴールデンシリーズ』内）、1975年の『新…』の3本の放映時間はいずれも日曜日19:30 - 20:55（『サンデースペシャル』内）。「レモンの埋葬」は、上記1961年放送開始版のキャストで放送されたが、1975年の特別編3本は芦田伸介演じる沢田部長刑事が、辺見部長刑事と改称され、モノクロ編の刑事は登場しない。また、近畿地方では、従来の連続シリーズは朝日放送で放映されていたが、1975年以降に放映された特別編（『新・七人の刑事 永遠の少年』、『新・七人の刑事 月光仮面』、『新・七人の刑事 さらば友よ』）は、1975年3月31日のネットチェンジ後であったため、毎日放送で放映された（以降の作品も毎日放送で放映）。1975年版のキャストは以下の通り。
- 原係長：高松英郎
- 辺見部長刑事：芦田伸介
- 村沢刑事：山﨑努
- 加納山刑事：地井武男
- 徳永刑事：伊藤辰夫（現・伊藤達広）
- 田渕刑事：綿引洪（のちの綿引勝彦）
- 真野刑事：速水亮

### 七人の刑事 （1978年放送開始分）
警視庁刑事部捜査第一課10係
- 沢田係長：芦田伸介
- 北川刑事：三浦洋一
- 南警部補：佐藤英夫（第43話で栄転）
- 久保田部長刑事：天田俊明
- 姫田刑事：中山仁
- 岩下刑事：中島久之
- 佐々木刑事：樋浦勉（第43話で殉職）
- 中野刑事：宅麻伸（第44話より登場）
- 立岡刑事：輪島功一（第44話より）

オリジナル同様TBSの自社制作で、ビデオ撮影にて制作された。
TBS系の地方局でも、当時裏番組の「太陽にほえろ!」の同時ネットを優先して全く放送しなかったか、北陸放送のように後日集中放送を行った局が存在した。
第1話は脚本に早坂暁、演出に鴨下信一を迎え、ゲストに佐分利信・大門正明・冷泉公裕・大屋政子（特別出演）という豪華な布陣で臨み、さらに三石千尋とマイク・スタントマンチームによる派手なカースタントまで登場させる力の入れ様で、その甲斐あって第1話の視聴率は21.8％と健闘した（同日の裏番組『太陽にほえろ!』の視聴率は25.1％。本番組が『太陽』の視聴率を「約4.5％食った」と掲載された）。その後第4話では脚本原案長谷川和彦・ゲスト沢田研二の「悪魔のようなあいつ」コンビで話題を提供するも、視聴率は回を追って下がる一方で、6月には1桁に落ち込んだ。それでも、ジュリーをはじめ郷ひろみに真田広之、当時TBSの局アナだった久米宏をゲストで登場させ、さらに矢作俊彦・倉本聰・栗本薫・向田邦子という刑事ものとしては異色の脚本陣を揃えたものの視聴率は回復せず、遂には第43話で「殉職」という形でレギュラーの交代が行われ、翌週の第44話からオープニングをお馴染みのテーマ曲から佐藤允彦作曲のオリジナルに変更するというテコ入れが行われたが、結局10％前後を行き来したまま1979年10月に終了。最終回では芦田演じる沢田以外全員殉職という案があったが、「今回は一旦休憩」（日向宏之プロデューサー談）ということでこの案は無しになったという。後番組は「3年B組金八先生」だった。

### 七人の刑事 最後の捜査線
```
早坂暁
作。かつて「七人の刑事」と呼ばれた元警察官のうち存命する三人が、裁判で無罪を勝ち取り、女将を失踪と装って殺害し温泉旅館の経営者に納まった
サイコパス
の快楽殺人者・月岡（風間）の再犯を阻止すべく、現職刑事である沢田の孫娘（高田）の協力を得つつ奔走、
認知症
を患っていた南の妻ら三人の女性は月岡によって殺害されてしまうが、再び月岡に法の裁きを受けさせるまでを描く。
```

- 沢田：芦田伸介
- 南：佐藤英夫
- 久保田：天田俊明
- 静岡県警刑事・タケナガ：赤井英和
- 髙田万由子
- 岸本加世子
- 月岡賢治：風間杜夫
- 弁護士・オオカワ：角野卓造

## スタッフ

### 七人の刑事（1961年放送開始分）
- プロデューサー：蟻川茂男
- 脚本：早坂暁、向田邦子、石堂淑朗、小山内美江子、長谷川公之、砂田量爾、佐々木守、内田栄一、大津皓一、ジェームス三木、山浦弘靖、本田英郎 他
- 演出：鴨下信一、今野勉、蟻川茂男、川俣公明、山田和也 (テレビプロデューサー)、田沢正稔、和田旭、山本脩、久世光彦、浅生憲章他
- 音楽：山下毅雄
- オープニングテーマ：ゼーク・デチネ（ハミング）、ビクターレコード VS-662[注釈 2]。
- 主題歌:西川慶

### 七人の刑事（1978年放送開始分）
- プロデューサー：日向宏之
- 脚本：早坂暁、内田栄一、阿井文瓶、長谷川和彦、石松愛弘、林秀彦、山浦弘靖、笠原和夫他
- 演出：鴨下信一、田沢正稔、豊原隆太郎、浅生憲章、和田旭他
- 音楽：樋口康雄（第43話まで）、佐藤允彦（第44話以降）
- テーマ音楽：山下毅雄（第44話以降は佐藤允彦のアレンジでエンディングに使用）
- ハミング：Z・ディチネ（第1話）、松嶋孝（ポリドール DR6209、第1・2話のみ「ムーディー松嶋」名義、第43話まで）
- ロケーション協力：TBS映画社
- デザイン・清水袈裟寿

## 作品リスト
※ 量が多いため、伸縮型のメニューとして掲載。右にある[表示]をクリックすると一覧表示される。

## 映画化作品

### 七人の刑事
制作・配給:松竹。
キャスト
- 赤木主任：堀雄二
- 沢田部長刑事：芦田伸介
- 杉山刑事：菅原謙二
- 南刑事：佐藤英夫
- 中島刑事：城所英夫
- 小西刑事：美川洋一郎
- 久保田刑事：天田俊明

- 関口美代子：倍賞千恵子
- 福本孝司：早川保
- 杉勝弘：平尾昌章
- 上原友子：富士真奈美
- 関口佐代子：瞳麗子
- 関口信一：市川好郎
- 中川：高宮敬二
- 金本：清村耕次
- 田所記者：園井啓介
- 海老原：佐々木孝丸
- 関口加代：風見章子
- 関口信夫：松村達雄

スタッフ
- 製作：白井昌夫
- 企画：栄田清一郎、市川喜一
- 脚本：長谷川公之
- 音楽：山下毅雄
- 監督：大槻義一

日本公開
- 1963年1月27日

### 七人の刑事 女を探がせ
制作・配給:松竹。
キャスト
- 赤木主任：堀雄二
- 沢田部長刑事：芦田伸介
- 杉山刑事：菅原謙二
- 南刑事：佐藤英夫
- 中島刑事：城所英夫
- 小西刑事：美川洋一郎
- 久保田刑事：天田俊明

- ハナエ：十朱幸代
- フジコ：青山ミチ
- カオル：中村晃子
- リュウコ：香山美子
- 高野雪子：高千穂ひづる
- 村上洋一郎：田村高廣

スタッフ
- 製作：荒木正也
- 企画：栄田清一郎、市川喜一
- 脚本：高橋治、成田孝雄
- 音楽：山下毅雄
- 監督：高橋治

日本公開
- 1963年4月14日

### 七人の刑事　終着駅の女
制作:民芸映画社、配給:日活。
キャスト
- 赤木係長：堀雄二
- 沢田部長刑事：芦田伸介
- 杉山刑事：菅原謙二
- 南刑事：佐藤英夫
- 中島刑事：城所英夫
- 小西刑事：美川陽一郎
- 久保田刑事：天田俊明
- 須藤房子：笹森礼子
- 武田アヤ：北林谷栄
- 塚崎：梅野泰靖
- 木島：平田大三郎
- 山越刑事：大滝秀治
- 山名：宮阪将嘉
- 草薙幸二郎
- 大沢：大森義夫
- 松下：松下達夫
- 庄司永建
- 日野道夫
- 高山秀雄
- 高野誠二郎
- 良治：杉山元
- 若山初子
- 三崎千恵子

スタッフ
- 企画：大塚和
- 脚本：光畑碩郎
- 音楽：渡辺宙明
- 監督：若杉光夫

日本公開
- 1965年6月26日